# Final de la Copa de la UEFA 2000-01

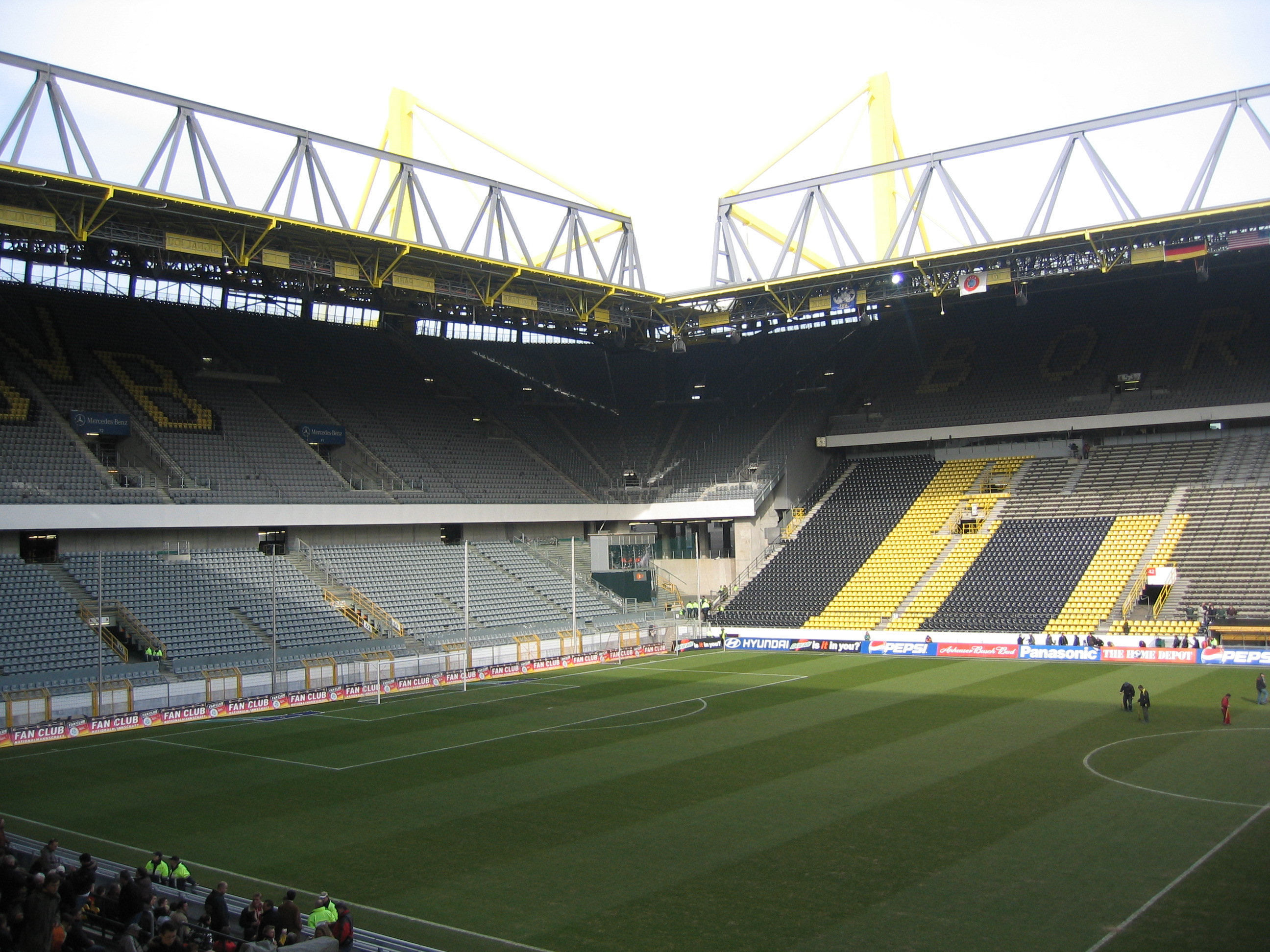
El Westfalenstadion acogió una final europea por primera vez.

La final de la Copa de la UEFA 2000-2001 fue un partido de fútbol disputado entre el Liverpool Football Club de Inglaterra y el Deportivo Alavés español. Se desarrolló en el estadio Westfalenstadion de Dortmund, Alemania, el 16 de mayo de 2001 frente un público de 48 000 personas. Se trató del último encuentro de la Copa de la UEFA 2000-01, segunda competición organizada por la Unión de Asociaciones de Fútbol Europeas (UEFA) por prestigio e importancia. El encuentro fue la primera final para Los babazorros y la tercera para el Liverpool, ganador de esta competición en 1973 y 1976.
Ambos equipos debieron superar seis fases previas para llegar a la final. El Liverpool ganó sus seis series de forma ajustada, ya que ninguna finalizó con un marcador global superior a dos goles. Por su parte, el Alavés ganó sus enfrentamientos con algo más de holgura, incluyendo un global de 9-2 ante el Kaiserslautern alemán.
En el encuentro decisivo, Liverpool comenzó ganando rápidamente a los 3 minutos de juego con gol de Markus Babbel, y de Steven Gerrard a los 16 minutos. No obstante, a mediados del primer tiempo, Iván Alonso descontó para el conjunto español, y al minuto 43 Gary McAllister de penal, anotó el 3-1. En el inicio del segundo tiempo, el Alavés con dos goles Javi Moreno alcanzó el empate 3-3. El club inglés volvió a ponerse en ventaja con gol de Robbie Fowler al minuto 72. Sin embargo, faltando un minuto para el fin del tiempo regular, Jordi Cruyff empató el partido. Con el resultado de 4-4, el encuentro pasó a la prórroga, y sobre su final, con un autogol defensor Delfí Geli Liverpool se adelantó por 5-4, y como era válida la regla de gol de oro, el encuentro se dio inmediatamente por terminado, lo que significó el triunfo de los Reds. Con la victoria, el Liverpool completó un triplete, ya que anteriormente había ganado la FA Cup y la Copa de la Liga.

## Camino a la final

### Liverpool
El Liverpool se clasificó para la Copa de la UEFA al acabar en la cuarta posición de la FA Premier League 1999-2000. Su rival en la primera ronda de la competición fue el Rapid Bucarest rumano. La ida se disputó en el estadio del Rapid, el Giulești-Valentin Stănescu. El Liverpool se impuso por uno a cero gracias a un gol de Nick Barmby. El partido de vuelta tuvo lugar en Anfield, estadio del Liverpool, y finalizó con empate a cero, de modo que los Reds avanzaron a la siguiente ronda de la competición. En esta se enfrentaron al Slovan Liberec, un club checo. En el primer partido de la eliminatoria, Emile Heskey anotó un tanto en el minuto 87 para dar la victoria por la mínima al Liverpool. El encuentro de vuelta se disputó en las instalaciones del Liberec, el Stadion u Nisy. Los locales se adelantaron en el marcador en la primera parte, empatando en el resultado de la eliminatoria. No obstante, el Liverpool consiguió empatar el encuentro antes del descanso y retomar la ventaja global. En la segunda mitad, Barmby y Michael Owen consiguieron marcar sendos tantos y, pese a que el Liberec anotó un gol, el Liverpool se impuso por tres goles a dos en el partido y por cuatro a dos en el total de la ronda.
El Liverpool tuvo que enfrentarse al Olympiacos en la tercera ronda de la competición. La ida de la eliminatoria se celebró en el campo del Olympiacos, el estadio Georgios Karaiskakis. Pese a que todo parecía indicar que el Liverpool saldría victorioso en aquel encuentro gracias a los goles de Barmby y Steven Gerrard, el Olympiacos consiguió empatar a dos en el último minuto. Aun así, el Liverpool se impuso 2-0 en Anfield, con un gol de Barmby en la primera mitad y otro de Heskey en la segunda. La victoria aseguró el pase del Liverpool a la cuarta ronda con un resultado global de 4-2 favorable a los Reds.
Los ingleses tuvieron que medirse con la Roma en la cuarta ronda. El primer partido se disputó en el campo de los italianos, el Stadio Olimpico, lugar en el que el Liverpool se había proclamado ganador de la Copa de Europa tanto en 1977 como en 1984. Casualmente, en la edición de 1984 el Liverpool había de la competición a la Roma. Ya en el año 2001, el Liverpool se impuso nuevamente en el Stadio Olimpico, en esta ocasión por dos goles a cero, ambos anotados por Michael Owen en la segunda mitad. La vuelta de esta ronda estuvo disputada. La Roma se adelantó en el marcador en el minuto 70, de modo que tan solo tenía que anotar otro tanto para llevar la eliminatoria a la prórroga. En los últimos momentos, el colegiado señaló un penalti favorable a la Roma por una mano de Markus Babbel. Sin embargo, finalmente se retractó y concedió un saque de esquina a los italianos. La Roma no consiguió marcar el gol que le faltaba y los liverpulianos progresaron a los cuartos de final.
En cuartos de final, el Liverpool hubo de medirse al Oporto portugués. El primer encuentro, disputado en Portugal, finalizó con empate a cero. El Liverpool, sin embargo, se impuso por 2-0 en Anfield gracias a los tantos de Danny Murphy y Michael Owen en la primera parte. Así, los ingleses avanzaron a la semifinal. El sorteo deparó un enfrentamiento entre el Liverpool y el Barcelona en semifinales. El Liverpool defendió consistentemente en el partido de ida, que se celebró en el Camp Nou, y consiguió un empate a cero. La vuelta de la eliminatoria también estuvo bastante igualada hasta que, en el minuto 44, el árbitro concedió un penalti a los ingleses. Gary McAllister anotó desde los once metros y puso a su equipo por delante. No obstante, en caso de que el Barcelona consiguiese marcar, serían los azulgranas los que avanzarían por la regla del gol de visitante. Pese a esto, los visitantes consiguieron mantener su portería a cero hasta el final. Así, el Liverpool consiguió llegar a su primera final europea posterior al veto impuesto como consecuencia de la tragedia de Heysel, acontecida en la final de la Copa de Campeones de Europa 1984-85.

### Alavés
El primer viaje fue a Turquía para jugar contra el Gaziantepspor. Tras el 0-0 de la ida, los vascos consiguieron ganar 3-4 en la vuelta en tierras otomanas.
Tras eso llegaría el Lillestrøm noruego, al que superaron 5-3 en el global.
En la ronda de dieciseisavos, empezaron a entrar en liza equipos de renombre como el Rosenborg. Otro equipo noruego al que el Alavés superó por un global de 4-2. 
En los octavos tocó el Inter de Milán. Esa eliminatoria fue épica. Tras el empate 3-3 en Mendizorroza, el equipo de Mané ganó 0-2 en el Giuseppe Meazza en el partido de vuelta para dar una de las sorpresas del torneo. 
En los cuartos, el conjunto vitoriano dejó fuera a otro modesto del fútbol español como es el Rayo Vallecano, que firmó una estupenda participación en aquella Copa de la UEFA. Pero era el año del Alavés que superó a los madrileños por 4-2.
En la semifinal, el Alavés goleó al Kaiserslautern, al que destrozó por con un global de 9-1 (5-1 en la ida y 1-4 en la vuelta). Ese triunfo daba la posibilidad al equipo vitoriano de afrontar la cita decisiva contra el Liverpool en el Westfalenstadion de Dortmund.

## Final
| 1     | POR   | Sander Westerveld |     |
| 6     | DEF   | Markus Babbel     |     |
| 12    | DEF   | Sami Hyypiä       |     |
| 2     | DEF   | Stéphane Henchoz  | 55' |
| 23    | DEF   | Jamie Carragher   |     |
| 21    | MED   | Gary McAllister   |     |
| 16    | MED   | Dietmar Hamann    |     |
| 17    | MED   | Steven Gerrard    |     |
| 13    | MED   | Danny Murphy      |     |
| 8     | DEL   | Emile Heskey      | 64' |
| 10    | DEL   | Michael Owen      | 78' |
| D. T. | D. T. | Gérard Houllier   |     |

| 1     | POR   | Martín Herrera           |     |
| 2     | DEF   | Cosmin Contra            |     |
| 5     | DEF   | Antonio Karmona          |     |
| 6     | DEF   | Óscar Téllez             |     |
| 4     | DEF   | Dan Eggen                | 22' |
| 7     | DEF   | Delfí Geli               |     |
| 14    | MED   | Jordi Cruyff             |     |
| 15    | MED   | Ivan Tomić               |     |
| 16    | MED   | Hermes Desio             |     |
| 18    | MED   | Martín Astudillo         | 46' |
| 9     | DEL   | Javi Moreno              | 64' |
| D. T. | D. T. | José Manuel Esnal «Mané» |     |

| 7  | Centrocampista | Vladimir Šmicer | 55' |
| 9  | Delantero      | Robbie Fowler   | 64' |
| 15 | Centrocampista | Patrik Berger   | 78' |

| 22 | Delantero      | Iván Alonso                 | 22' |
| 11 | Delantero      | Magno Mocelin               | 46' |
| 10 | Centrocampista | Pablo Gómez Ortiz de Guzmán | 64' |

| 4' · 16' · 41' (p) · 73' · 117' (pp) | Markus Babbel Steven Gerrard Gary McAllister Robbie Fowler Delfí Geli | 1:0 2:0 3:1 4:3 5:4 |

| 27' · 48' · 51' · 89' | Iván Alonso Javi Moreno Jordi Cruyff | 2:1 3:2 3:3 4:4 |

| 11' · 106' | Gary McAllister Markus Babbel |

| 10' · 59' · 83' | Martín Astudillo Antonio Karmona Magno Mocelin |

| 99' · 116' | Magno Mocelin Antonio Karmona |

| Principal  | Gilles Veissière |
| Asistentes | Serge Vallin     |
|            | Vincent Texier   |
| Cuarto     | Alain Sairs      |

| Alineación inicial |

| 1     | POR   | Sander Westerveld |     |
| 6     | DEF   | Markus Babbel     |     |
| 12    | DEF   | Sami Hyypiä       |     |
| 2     | DEF   | Stéphane Henchoz  | 55' |
| 23    | DEF   | Jamie Carragher   |     |
| 21    | MED   | Gary McAllister   |     |
| 16    | MED   | Dietmar Hamann    |     |
| 17    | MED   | Steven Gerrard    |     |
| 13    | MED   | Danny Murphy      |     |
| 8     | DEL   | Emile Heskey      | 64' |
| 10    | DEL   | Michael Owen      | 78' |
| D. T. | D. T. | Gérard Houllier   |     |

| 1     | POR   | Martín Herrera           |     |
| 2     | DEF   | Cosmin Contra            |     |
| 5     | DEF   | Antonio Karmona          |     |
| 6     | DEF   | Óscar Téllez             |     |
| 4     | DEF   | Dan Eggen                | 22' |
| 7     | DEF   | Delfí Geli               |     |
| 14    | MED   | Jordi Cruyff             |     |
| 15    | MED   | Ivan Tomić               |     |
| 16    | MED   | Hermes Desio             |     |
| 18    | MED   | Martín Astudillo         | 46' |
| 9     | DEL   | Javi Moreno              | 64' |
| D. T. | D. T. | José Manuel Esnal «Mané» |     |

| 7  | Centrocampista | Vladimir Šmicer | 55' |
| 9  | Delantero      | Robbie Fowler   | 64' |
| 15 | Centrocampista | Patrik Berger   | 78' |

| 22 | Delantero      | Iván Alonso                 | 22' |
| 11 | Delantero      | Magno Mocelin               | 46' |
| 10 | Centrocampista | Pablo Gómez Ortiz de Guzmán | 64' |

| 4' · 16' · 41' (p) · 73' · 117' (pp) | Markus Babbel Steven Gerrard Gary McAllister Robbie Fowler Delfí Geli | 1:0 2:0 3:1 4:3 5:4 |

| 27' · 48' · 51' · 89' | Iván Alonso Javi Moreno Jordi Cruyff | 2:1 3:2 3:3 4:4 |

| 11' · 106' | Gary McAllister Markus Babbel |

| 10' · 59' · 83' | Martín Astudillo Antonio Karmona Magno Mocelin |

| 99' · 116' | Magno Mocelin Antonio Karmona |

| Principal  | Gilles Veissière |
| Asistentes | Serge Vallin     |
|            | Vincent Texier   |
| Cuarto     | Alain Sairs      |

| Alineación inicial |

| 1     | POR   | Sander Westerveld |     |
| 6     | DEF   | Markus Babbel     |     |
| 12    | DEF   | Sami Hyypiä       |     |
| 2     | DEF   | Stéphane Henchoz  | 55' |
| 23    | DEF   | Jamie Carragher   |     |
| 21    | MED   | Gary McAllister   |     |
| 16    | MED   | Dietmar Hamann    |     |
| 17    | MED   | Steven Gerrard    |     |
| 13    | MED   | Danny Murphy      |     |
| 8     | DEL   | Emile Heskey      | 64' |
| 10    | DEL   | Michael Owen      | 78' |
| D. T. | D. T. | Gérard Houllier   |     |

| 1     | POR   | Martín Herrera           |     |
| 2     | DEF   | Cosmin Contra            |     |
| 5     | DEF   | Antonio Karmona          |     |
| 6     | DEF   | Óscar Téllez             |     |
| 4     | DEF   | Dan Eggen                | 22' |
| 7     | DEF   | Delfí Geli               |     |
| 14    | MED   | Jordi Cruyff             |     |
| 15    | MED   | Ivan Tomić               |     |
| 16    | MED   | Hermes Desio             |     |
| 18    | MED   | Martín Astudillo         | 46' |
| 9     | DEL   | Javi Moreno              | 64' |
| D. T. | D. T. | José Manuel Esnal «Mané» |     |

| 7  | Centrocampista | Vladimir Šmicer | 55' |
| 9  | Delantero      | Robbie Fowler   | 64' |
| 15 | Centrocampista | Patrik Berger   | 78' |

| 22 | Delantero      | Iván Alonso                 | 22' |
| 11 | Delantero      | Magno Mocelin               | 46' |
| 10 | Centrocampista | Pablo Gómez Ortiz de Guzmán | 64' |

| 4' · 16' · 41' (p) · 73' · 117' (pp) | Markus Babbel Steven Gerrard Gary McAllister Robbie Fowler Delfí Geli | 1:0 2:0 3:1 4:3 5:4 |

| 27' · 48' · 51' · 89' | Iván Alonso Javi Moreno Jordi Cruyff | 2:1 3:2 3:3 4:4 |

| 11' · 106' | Gary McAllister Markus Babbel |

| 10' · 59' · 83' | Martín Astudillo Antonio Karmona Magno Mocelin |

| 99' · 116' | Magno Mocelin Antonio Karmona |

| Principal  | Gilles Veissière |
| Asistentes | Serge Vallin     |
|            | Vincent Texier   |
| Cuarto     | Alain Sairs      |

| Alineación inicial |

| 1     | POR   | Sander Westerveld |     |
| 6     | DEF   | Markus Babbel     |     |
| 12    | DEF   | Sami Hyypiä       |     |
| 2     | DEF   | Stéphane Henchoz  | 55' |
| 23    | DEF   | Jamie Carragher   |     |
| 21    | MED   | Gary McAllister   |     |
| 16    | MED   | Dietmar Hamann    |     |
| 17    | MED   | Steven Gerrard    |     |
| 13    | MED   | Danny Murphy      |     |
| 8     | DEL   | Emile Heskey      | 64' |
| 10    | DEL   | Michael Owen      | 78' |
| D. T. | D. T. | Gérard Houllier   |     |

| 1     | POR   | Martín Herrera           |     |
| 2     | DEF   | Cosmin Contra            |     |
| 5     | DEF   | Antonio Karmona          |     |
| 6     | DEF   | Óscar Téllez             |     |
| 4     | DEF   | Dan Eggen                | 22' |
| 7     | DEF   | Delfí Geli               |     |
| 14    | MED   | Jordi Cruyff             |     |
| 15    | MED   | Ivan Tomić               |     |
| 16    | MED   | Hermes Desio             |     |
| 18    | MED   | Martín Astudillo         | 46' |
| 9     | DEL   | Javi Moreno              | 64' |
| D. T. | D. T. | José Manuel Esnal «Mané» |     |

| 7  | Centrocampista | Vladimir Šmicer | 55' |
| 9  | Delantero      | Robbie Fowler   | 64' |
| 15 | Centrocampista | Patrik Berger   | 78' |

| 22 | Delantero      | Iván Alonso                 | 22' |
| 11 | Delantero      | Magno Mocelin               | 46' |
| 10 | Centrocampista | Pablo Gómez Ortiz de Guzmán | 64' |

| 4' · 16' · 41' (p) · 73' · 117' (pp) | Markus Babbel Steven Gerrard Gary McAllister Robbie Fowler Delfí Geli | 1:0 2:0 3:1 4:3 5:4 |

| 27' · 48' · 51' · 89' | Iván Alonso Javi Moreno Jordi Cruyff | 2:1 3:2 3:3 4:4 |

| 11' · 106' | Gary McAllister Markus Babbel |

| 10' · 59' · 83' | Martín Astudillo Antonio Karmona Magno Mocelin |

| 99' · 116' | Magno Mocelin Antonio Karmona |

| Principal  | Gilles Veissière |
| Asistentes | Serge Vallin     |
|            | Vincent Texier   |
| Cuarto     | Alain Sairs      |

| Alineación inicial |

|                               |
| Bandera de Inglaterra         |
| Campeón Liverpool 3.er título |

## Reacciones tras el partido
La victoria del Liverpool significó la obtención de su tercera Copa de la UEFA, con lo que alcanzó al F.C. Internazionale Milano y a la Juventus de Turín —ambos italianos— como el club más exitoso en la historia de la competición. Esto le permitió, a su vez, completar un triplete, ya que anteriormente en esa temporada había ganado la FA Cup y la Copa de la Liga.
El partido fue aclamado como uno de los encuentros decisivos más emocionantes de la competición, con Alan Hansen declarando que «fue la mejor final de la historia» El entrenador del Liverpool Gérard Houllier elogió a sus jugadores después del partido y se defendió de las críticas previas hacia el equipo: 

Cuando juegas una final europea, buscas quedar inmortalizado. La gente recuerda quien jugó el partido, y cuando miras un programa acerca del partido, recuerdas los hechos del partido. Estos chicos han producido un juego que será recordado por mucho tiempo, y eso es gracias al Alavés también. Tal vez es un equipo aburrido, como he leído, pero voy a soportar eso. De 123 goles en la temporada, 122 han sido de contraataque, pero lo único que sé es que el registro de esta temporada es el tercer más alto en la historia del Liverpool.
Gérard Houllier. 16 de mayo de 2001.

Trevor Brooking alabó el rendimiento de su compañero Gary McAllister afirmando que fue «excepcional». Asimismo, Alan Hansen afirmó que «a los 36 años, para seguir adelante como lo hizo, siga pateando esos tiros libres es sensacional. Se merecía plenamente a el premio al jugador del partido».
Por el lado del Alavés, su entrenador José Manuel Esnal elogió a sus jugadores a pesar de la derrota: 

Dortmund ha visto una gran final, y quien posiblemente haya sido el equipo más pequeño de la competencia jugó muy muy bien. Hemos jugado con orgullo y clase para obtener poder empatar el partido en tres ocasiones hasta llegar al 4-4 al final del tiempo reglamentario. Sin embargo, estábamos medio muertos al llegar a la prórroga. Pero somos el mismo equipo que éramos hace dos horas. Un equipo siempre tiene que perder la final, y el otro ganarla.
José Manuel Esnal.

Pese al título, el plantel del Liverpool no realizó ninguna celebración tras el partido, ya que debía disputar un importante partido por Premier League tres días después de la final. El partido contra el Charlton Athletic definía si el club clasificaba a la Liga de Campeones, por lo que debía ganar para alcanzar el tercer puesto. Liverpool ganó dicho partido por 4-0, por lo que efectivamente se clasificó para la Liga de Campeones de la UEFA 2001-02. Como campeón de la Copa de la UEFA, el Liverpool participó de la Supercopa de Europa 2001 ante el Bayern de Múnich alemán —campeón de la Liga de Campeones—, ganando por 3-2 y obteniendo su segunda supercopa.